# 方瑜 (1945年)
參數所指定的目標頁面不存在，建議更正成存在頁面或直接建立下列一個頁面（建立前請先搜尋是否有合適的存在頁面可以取代）：
- 方瑜

方瑜（1945年—2024年9月3日），台灣中文學者，主要研究為唐詩，師從台静农。他自1970年起於國立臺灣大學中文系任教數十年，2011年退休後，又於2016年獲聘為名譽教授。
其夫李永熾、其女李衣雲皆為教授，兩人分別於臺灣大學歷史系、政治大學台灣史研究所任教。